# 陳啟鵬
陳啟鵬，輔仁大學中文系。台灣補教名師，著有歷史、作文、社會科等方面書籍，並曾擔任《商業周刊》及《幼獅文藝》專欄作家；曾多次擔任中華民國補習教育全國聯合會解題分析老師，為大考前後各大媒體採訪對象。除了接受電視節目等歷史專題採訪之外，並獲邀擔任談話性節目特別來賓、歷史關主。

## 經歷
- 2001年至2009年擔任國中基測社會科解題老師，提供考前命題趨勢以及大考試題解析。[1][2]。
- 2009年至2010年擔任《幼獅文藝》專欄作家，執筆《社會科學測面面觀》專欄。
- 2011年起多次接受台視《熱線追蹤》、東森《現代啟示錄》採訪歷史專題。[3]
- 2012年起多次擔任年代《新聞面對面》、東森《關鍵時刻》節目特別來賓，講解與新聞時事相關的歷史淵源與典故。
- 2014年起多次擔任超視《金頭腦》歷史關主，提供並講解知識與趣味兼具的歷史題目。
- 2015年起多次擔任年代《今晚誰當家之知識王》歷史關主，中天《新聞龍捲風》特別來賓，《台灣大搜索》專題採訪老師。
- 2015年至2016年擔任《幼獅文藝》歷史專欄作家，執筆《給歷史一支嘜》專欄。
- 2016年起擔任《商業周刊》專欄作家，執筆《歷史批踢踢》專欄。
- 2019年代言約翰走路(Johnnie Walker) XR 21年蘇格蘭威士忌【如意羽杯】。[4]
- 2019年當選桃園市立武陵高級中等學校64週年校慶傑出校友。[5]
- 2019年起擔任網路版關鍵時刻《陳啟鵬的顛覆歷史》主持人。[6]
- 2019年代言故宮南院【泥土的座標－院藏陶瓷展】。
- 2020年受邀至「好好聽FM」平台擔任Podcase頻道【如果歷史是一隻鵬】主持人。
- 2020年再度代言約翰走路(Johnnie Walker) XR 21年蘇格蘭威士忌【敬造局者】。
- 2021年代言手遊《三國志・戰略版》線上節目【真男人講談】。
- 2023年完登小百岳。
- 2025年獲選擔任新北市【2025微笑山線】品牌大使

## 媒體經歷
- 東森財經新聞台「現代啟示錄 」、「時空穿越號 」、「夢想街57號 」、「57啟示錄 」、「57財星大道」 、「57金錢爆」、「57新聞王」、「57爆新聞」
- 三立新聞台 「驚爆新聞線 」、「54新觀點 」、「前進新台灣 」、「超時空X檔案 」、「超心理X檔案 」
- TVBS (頻道)「拜託ATM 」、「國民大會」、「T觀點 」、「地球黃金線 」
- JET綜合台「新聞挖挖哇 」、「命運好好玩 」
- 東森綜合台 「全民星攻略 」
- 非凡新聞台「NEWS金探號 」、「新聞Talk Show 」、「新聞再進化 」
- 年代新聞台「新聞面對面」、「突發琪想 」
- 年代MUCH台 「今晚誰當家 」、「最強大老師 」
- 台視 「熱線追蹤 」
- 民視 「挑戰新聞 」
- 八大 「健康NO.1 」、「17好聰明 」
- 東森新聞台「關鍵時刻 」、「關鍵51區 」、「台灣啟示錄 」
- 超級電視台「金頭腦 」
- 衛視中文台「歡樂智多星 」
- 中視 「武媚娘特輯 」
- 中天新聞台「新聞龍捲風 」、「台灣大搜索 」、「新神秘52區 」、「非常異視界 」
- 華視 「芈月傳奇特別報導 」
- UDN TV「大而話之 」
- 廈門衛視「兩岸直航 」、「兩岸秘密檔案 」

## 著作
| 出版時間      | 書名                                                               | 出版社     | ISBN               |
| 2019年1月17日 | 《不宮鬥也能強大》                                                 | 商業周刊   | ISBN 9789867778451 |
| 2017年10月6日 | 《淨境盡竟在人間－心經：在不安中得到平寧，在煩惱中得到菩提》       | 資料夾文化 | ISBN 9789869527637 |
| 2016年3月9日  | 《憑什麼怪咖主宰天下？唯有勇敢當個怪咖，才能改寫歷史、顛覆世界！》 | 捷徑文化   | ISBN 9789865698805 |
| 2015年9月2日  | 《使賤也優雅：歷史女A咖的愛情職場成功術》                          | 捷徑文化   | ISBN 9789865698607 |
| 2015年4月29日 | 《挑戰金頭腦：歷史篇》                                             | 出色文化   | ISBN 9789865678487 |
| 2012年11月5日 | 《看見不一樣的中華帝王將相》(原《千年英雄的秘密》再版)             | 采竹文化   | ISBN 9789861975283 |
| 2012年10月8日 | 《無題不破！作文強勢取分》(原《無題不破！基測作文強勢取分》再版)   | 采竹文化   | ISBN 9789865834142 |
| 2012年5月9日  | 《基測社會科跨科統整精要祕笈》                                     | 圓通文化   | ISBN 9789861975238 |
| 2011年6月1日  | 《千年英雄的秘密》                                                 | 采竹文化   | ISBN 9789861973746 |
| 2009年3月5日  | 《無題不破！基測作文強勢取分》                                     | 采竹文化   | ISBN 9789861971520 |
| 2008年9月7日  | 《中文經典100句─三國演義》（合著）                                 | 商周出版   | ISBN 9789866571251 |
| 2008年9月7日  | 《中文經典100句─西遊記》（合著）                                   | 商周出版   | ISBN 9789865834142 |
| 2008年9月7日  | 《中文經典100句─紅樓夢》（合著）                                   | 商周出版   | ISBN 9789866571275 |
| 2008年6月4日  | 《基測作文六級分 讀這本就對了！》（合著）                          | 知識風     | ISBN 9789861214054 |

## 專欄目次
1. 2015年1月號（第733期）：智勇無雙卻不受重用的趙雲
2. 2015年2月號（第734期）：義勇絕倫而成武聖的關羽
3. 2015年3月號（第735期）：孝勇聞名卻遭唾棄的吳三桂
4. 2015年4月號（第736期）：大奸內蘊大勇的汪精衛
5. 2015年5月號（第737期）：先別說這個了，你聽過丙吉嗎？
6. 2015年6月號（第738期）：這個張敏，不是你以為的張敏
7. 2015年7月號（第739期）：我海瑞，就是要與全天下作對
8. 2015年8月號（第740期）：我不悲情，因為我得償所願──王承恩
9. 2015年9月號（第741期）：我是鯀，我無罪
10. 2015年10月號（第742期）：沒甚麼，只不過打贏而已──謝安
11. 2015年11月號（第743期）：一切，都是長生天的意思──成吉思汗
12. 2015年12月號（第744期）：皆為奸臣所誤，以至於此──明思宗
13. 2016年1月號（第745期）：我就是學不會與世推移──屈原
14. 2016年2月號（第746期）：我就是做不到事急從權──岳飛
15. 2016年3月號（第747期）：留取丹心，只為無愧於心照汗青──文天祥
16. 2016年4月號（第748期）：株連九族又如何？十族亦無懼──方孝儒
17. 2016年5月號（第749期）：趙氏孤兒的千古奇冤──程嬰
18. 2016年6月號（第750期）：未能成功卻成就自己的刺客──豫讓
19. 2016年7月號（第751期）：以未完的憾恨完成姐弟同義──聶政
20. 2016年8月號（第752期）：壯士一去兮不復返的無奈──荊軻
21. 2016年9月號（第753期）：卸下了復仇面紗，她只是單純的浣紗女──西施
22. 2016年10月號（第754期）：她企望的愛情，終究沒能給她要的安定──陳圓圓
23. 2016年11月號（第755期）：從被迫害的渺小卑微中，重新鼓起勇氣──小白菜畢生姑
24. 2016年12月號（第756期）：秋風秋雨愁煞人──秋瑾

1. 2009年1月號（第661期）：社會科整合學習策略
2. 2009年2月號（第662期）：臺灣史面面觀（一）
3. 2009年3月號（第663期）：臺灣史面面觀（二）
4. 2009年4月號（第664期）：話說中國這一條漫漫的歷史長河……
5. 2009年5月號（第665期）：社會科指考的變革與因應之道
6. 2009年6月號（第666期）：社會科指考的命題趨勢
7. 2009年7月號（第667期）：中國歷史──「時代沿革」的逐鹿之旅
8. 2009年8月號（第668期）：中國歷史──「經貿發展」的浩蕩逐流
9. 2009年9月號（第669期）：中國歷史──「社會變遷」的眾生百態
10. 2009年10月號（第670期）：中國歷史──「文化成就」的浩瀚之行
11. 2009年11月號（第671期）：中國歷史──歷代戰爭的「一將功成萬骨枯」
12. 2009年12月號（第672期）：中國歷史──清末外力衝擊的風雨飄搖
13. 2010年1月號（第673期）：中國歷史──民國以來的政局與發展
14. 2010年2月號（第674期）：世界史──時代沿革與城邦帝國
15. 2010年3月號（第675期）：世界史──上古文化的遺產
16. 2010年4月號（第675期）：世界史──中古文明與普世宗教
17. 2010年5月號（第675期）：世界史──近代思潮演變與未來展望
18. 2010年6月號（第675期）：通論地理──羅列萬象的自然地理
19. 2010年7月號（第675期）：通論地理──蘊育大千的人文地理
20. 2010年8月號（第675期）：區域地理－－儀態萬千的各地風情
21. 2010年9月號（第675期）：公民－－環環相扣的社會與文化
22. 2010年10月號（第675期）：公民－－維持人類社會運作的法律與政治
23. 2010年11月號（第675期）：公民－－從原始交易建構的經濟藍圖
24. 2010年12月號（第675期）：「社會科學測面面觀」最終篇──社會科的新時代意義